# Zaplata
Zaplata je skupina vrhov, ki se dvigajo nad Preddvorom. Najvišji med njimi je Srednji vrh (1853 m), nekoliko nižja je Cjanovca (1820 m). Zaplata je znana po izstopajočem gozdičku sredi travnatega pobočja, imenovanem Hudičev boršt, ki ga je, tako pravi legenda, Hudič odložil, ko je v bližnjem Sv. Jakobu zazvonilo. Ob robu Hudičevega boršta stoji lovska koča, v samem borštu pa se nahaja zavarovan vodni izvir.
V urbarjih iz 15. in 16. stoletja je zapisano, da so tedaj pobočja Zaplate izkoriščali za košnjo trave in kot pašno površino za govejo živino kljub ponekod veliki strmini.